# Szarmaták

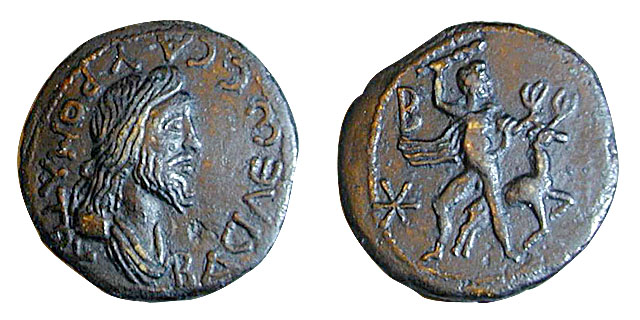
II. Tiberius Julius Sauromates pénzérméje (172–211 k.)

A szarmaták (görög nyelven Σαρμάται/Szarmatai, latin nyelven Sarmatae) a kelet-európai sztyeppéken az i. e. 3. századtól az i. sz. 4. századig élő iráni nyelvű lovasnomád népesség, törzsek összefoglaló elnevezése. A szarmaták évszázadokon át vezető szerepet töltöttek be az eurázsiai sztyeppén és gyakran részt vettek az antik történelem alakításában. Benépesítették a Közép-Ázsia és a Duna közötti hatalmas területet, kapcsolatot tartottak Kínával, a dél-ázsiai magaskultúrákkal, valamint a görög-római világgal is. A szarmaták számos törzse önállóan is szerepet kapott a történelemben, mint a jazigok, roxolánok, alánok.
Genetikai kutatások arra mutatnak, hogy a szarmaták a kora bronzkori Jamnaja-kultúra hordozóinak leszármazottai lehetnek.
Első említésük a zoroasztrizmus szent könyvéből, az Avesztából ismeretes. A széles értelemben vett szkíták műveltségi körébe tartoztak. Az i. e. 4–3 század során Közép-Ázsiából nyugat felé nyomultak és i. e. 200 körül alávetették a szkítákat. Befolyási területük a legnagyobb i. e. 100 körül volt, amikor az nyugaton a Visztula folyótól a Duna torkolatáig, keleten a Volgáig és a Kaszpi-tengerig, délen a Fekete-tengerig és a Kaukázusig terjedt.
Az 1. században germán törzsekkel szövetségben támadásokat indítottak a Római Birodalom ellen. A szarmaták egyik csoportja, a jazigok megtelepedtek a Kárpát-medencében, elsősorban a Duna-Tisza közén. Szarmata régészeti lelőhelyeket tártak fel az Alföldön sokfelé, még Budapest területén is, a Rákos-patak mentén az 5. századból. A rómaiak ekkoriban a Duna Esztergom és Kosztolác (a mai Szerbiában) közötti szakaszát ripa Sarmatica névvel jelölték. Keleten ellenben a gótok a 3. századra kiszorították őket a sztyeppéről, majd a hunok a 4. században őket is alávetették.
A Fekete-tengertől északra fekvő területeken a szarmaták egy része a Boszporoszi Királyságban asszimilálódott a görög civilizációba mások pedig az Azovi-tenger (korabeli nevén Meótisz) környékén a cserkeszek, alánok, oszétok illetve a szláv népek elődeivel olvadtak össze.
A szarmaták és magyarok között tartós érintkezés és keveredés lehetett az Urál és az Azovi-tenger közötti térségben, ennek genetikai és nyelvi nyomai is kimutathatóak. 2022 májusában Török Tibor és Neparáczki Endre archeogenetikusok kimutatták, hogy a többségükben finnugor származású honfoglaló magyarok genetikai állományának 35%-a szarmata jellegű.
A lengyel nemesség körében élt a szarmata leszármazás hamis tudata, a szarmatizmus.

## Nevük etimológiája
A görög szarmata (Σαρμαται) vagy szauromata (Σαυρομαται) elnevezés az óiráni nyelvű saját (endonim) elnevezésükből ered. A szauromata forma az i. e. 3. század elejéig párhuzamosan volt használatos a szarmata formával, ezután azonban az utóbbi változat lett általános.
Nevük etimológiája széles körben vitatott a kutatók körében. Az egyik értelmezés szerint nevük jelentése az óiráni nyelvben hajító dárdával és íjjal felfegyverzett harcost (magyarul lövő esetleg íjász vagy dárdás) jelentett, és megfelelt a szanszkrit nyelvű śárumant (शरुमन्त्) szónak. A szkíták önelnevezése hasonló volt, skuδatā, azaz „nyilazók”.
Ugyancsak régi és megoldatlan tudományos vita a szauromaták és a szarmaták azonosságának vagy különbségének kérdése. Sokan, főleg orosz történészek megkülönböztetik a szauromatákat a szarmatáktól, és a szauromatákat korai szarmatáknak tartják. Más történészek szerint ugyanazon nép névváltozatairól van szó. A többségi álláspont, és a témával foglalkozó magyar kutatók álláspontja is inkább az, hogy a két népesség és kultúrájuk nem különíthető el, esetleg a közös történelmük korai szakaszára inkább alkalmazzák a szauromata, mint a szarmata nevet.

## Nyelvük
Összefüggő szarmata nyelvű szöveg egyáltalán nem maradt fenn. Hely-, törzs- és személynevek, valamint a szarmaták/alánok máig élő leszármazottainak, a kaukázusi oszétoknak a nyelve adja az alapot a szarmata nyelvemlékek kutatásához. A nehézségek ellenére a nyelvészek körében általánosan elfogadott, hogy amint azt már Hérodotosz is megállapította, a szarmaták nyelve a szkíta nyelvek családjába, azaz a közép-iráni nyelvek északi ágához tartozott. idézi 

## Történetük

### Eredetlegendájuk

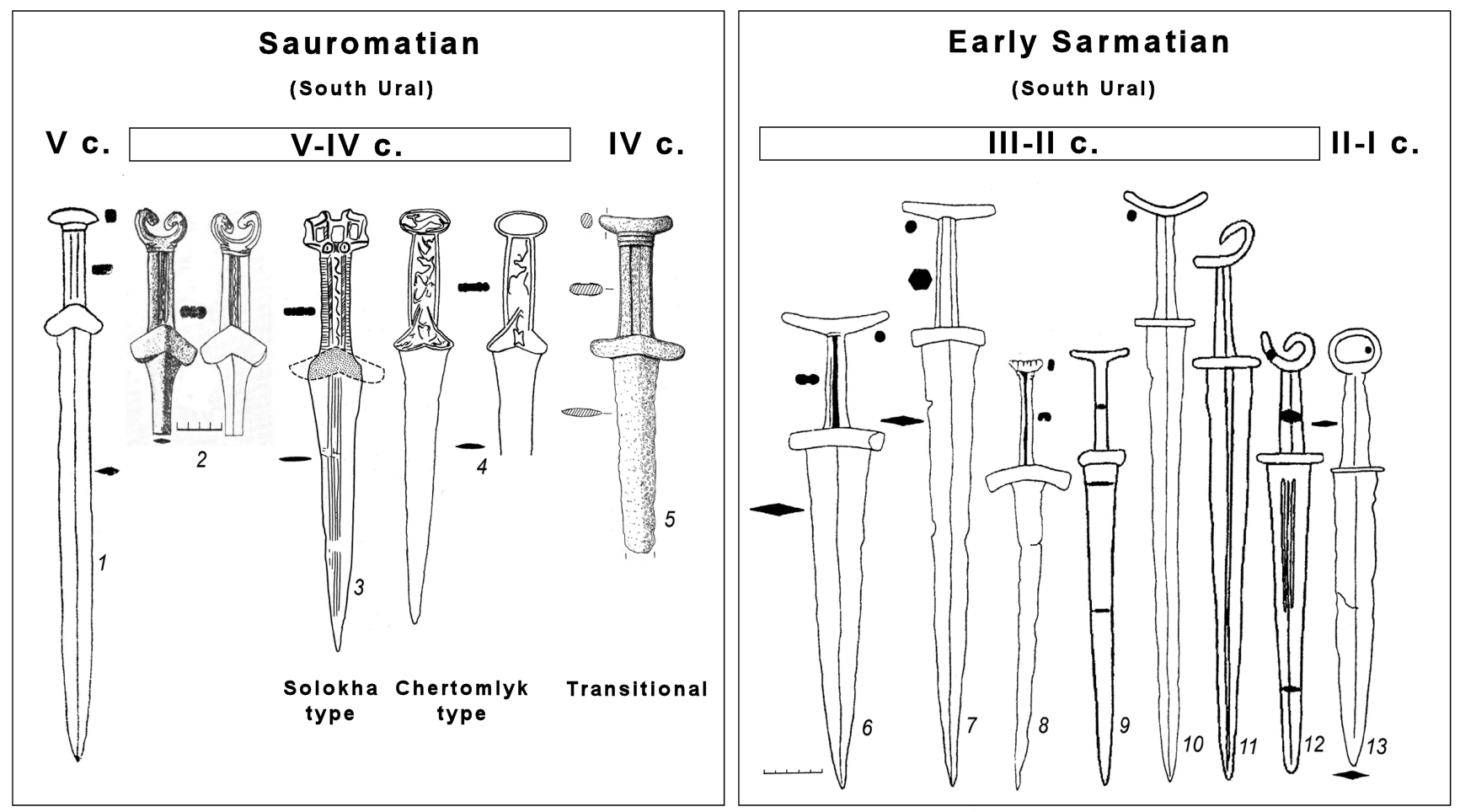
Kardtípusok fejlődése az Uraltól délre fekvő területeken a szauromatáktól (i. e. 5–4. század) a korai szarmatákig (i. e. 3–1. század).

A szarmaták eredetlegendáját Hérodotosz jegyezte le. Eszerint szkíta ifjak összeházasodtak a velük sokáig ellenséges amazon nőkkel, akik a Tanais és a Meótisz vidékén éltek. 

„A férfiak nem tudtak megbirkózni az asszonyok nyelvével, az asszonyok azonban megtanulták a férfiakét. … Mikor elérkeztek arra a földre, ahol népük ma is lakik, letelepedtek. … megőrizték a szauromaták asszonyai a mai napig is ősi szokásaikat. Lovon vadásznak a férjükkel, vagy akár a férjük nélkül is, részt vesznek a háborúkban, és ugyanolyan ruhákban járnak, akár a férfiak.”

– Hérodotosz IV. 110–117

 A szarmaták eredetmondája érdekes párhuzamokat mutat Hunor és Magor történetével.

### Első említésük az írott történelemben
A szauromaták legkorábbi említései Hérodotosznál találhatók meg. Eszerint I. Dárajavaus perzsa király 512-ben hadjáratot indított a szkíták ellen. A szkíták seregüket két részre osztották, az egyikhez csatlakoztak a szauromaták is. Ez a sereg azt a feladatot kapta, hogy ha a perzsák arrafelé támadnának, hátráljon meg előlük, vonuljon vissza a Meótisz mentén a Tanaiszhoz, ha pedig a perzsák 
visszavonulnának, eredjen a nyomukba és vegye üldözőbe őket. idézi 
Az i. e. 6. század elejére tehát a Don torkolatvidékénél, az Azovi-tenger partjánál a szauromata jelenlét egyértelműen bizonyítható az írott forrásokból. 

### Régészeti leletek
A régészeti adatok is alátámasztják ezt: a szauromata temetkezések legkorábbi leletanyaga az Alsó-Volga és a Dél-Ural vidékéről, valamint a Volga–Don közéről ismeretes. Ebben a korai időszakban a Don jobb (nyugati) partján csak szórványosan tűnnek fel temetkezéseik. A szauromaták anyagi kultúrája az i. e. 7–6. századtól a bronzkori szrubnaja műveltségből fejlődött ki. Az i. e. 4–3. századból származó prohorovkai kultúra régészeti leletei már egyértelműen a szarmatákkal feleltethetők meg. A prohorovkai kultúra hordozói etnogenezise helyben, a Dél-Uralban illetve attól keletre folyt le, és az autochton népesség mellett a mai Észak-Kazahsztán és az Aral-tó vidéke felől érkező szakák játszottak szerepet a folyamatban.
A szauromata időszakból származó leletek közeli rokonságban állnak a szkítáktól származó leletekkel, elsősorban az állatábrázolásokkal. Jellegzetes szokás a halottak kurgán alá temetése, általában fejjel nyugatra. A férfiak tipikus sírmelléklete a gazdag – gyakran szkíta típusú – fegyverzet (kard, tőr, íj és nagy mennyiségű nyíl tegezben, ritkán pikkely- és lemezes páncél, valamint sisak). A szarmata eredetmondában rejlő igazságmagra utalhat, hogy sajátos módon a nők mellé is helyeztek fegyvereket a sírba. A tűzkultuszra utalnak az oltárokon megfigyelt égésnyomok mellett más rituális elemek is, mint a sír felett meggyújtott tűz maradványai, a gödörbe dobott faszén és hamu, valamint a halott mellett talált okkerrögök.

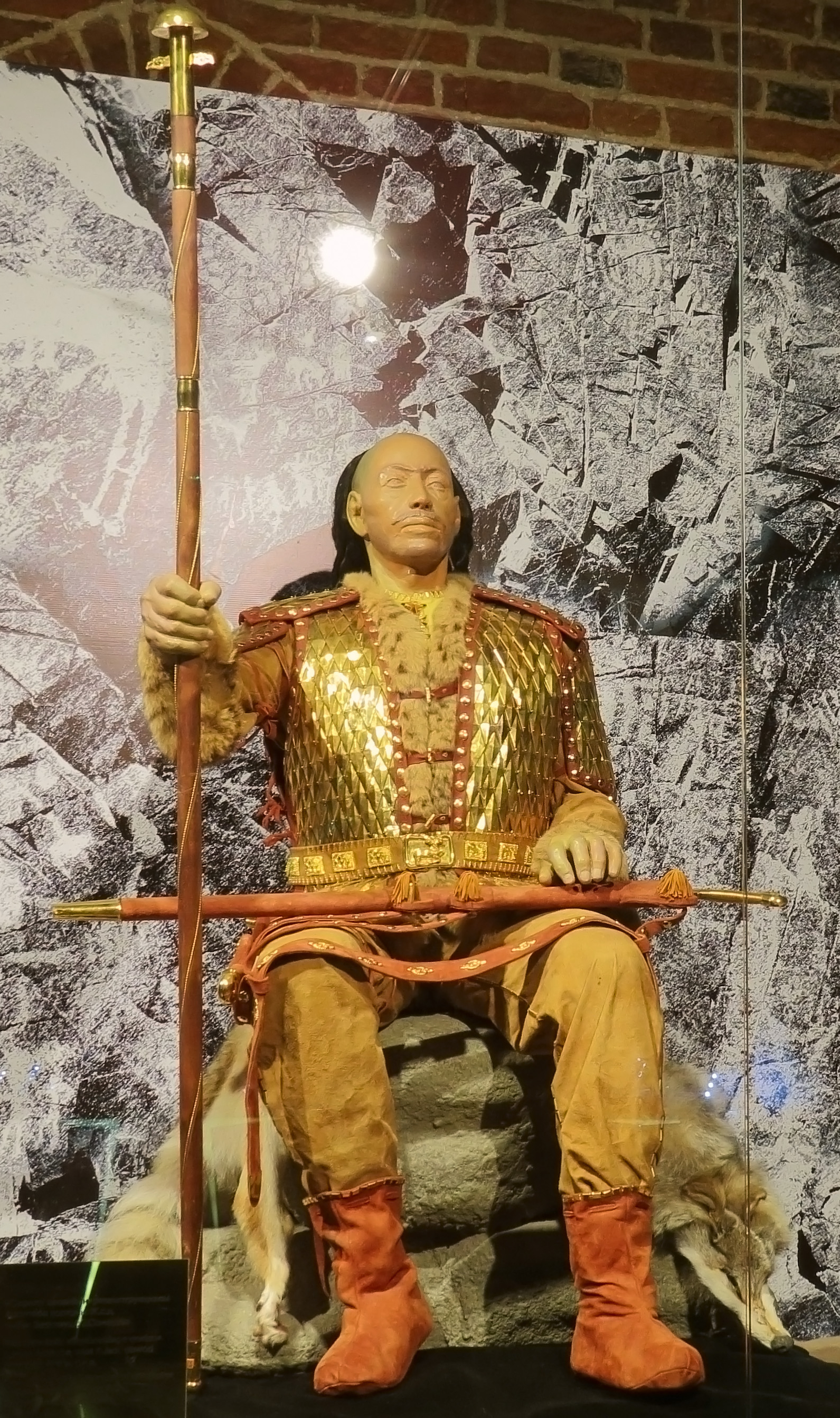
Korai szarmata törzsfőnök sírjának rekonstrukciója, Araltobe kurgán, Kazahsztán, i. e. 3–2. század

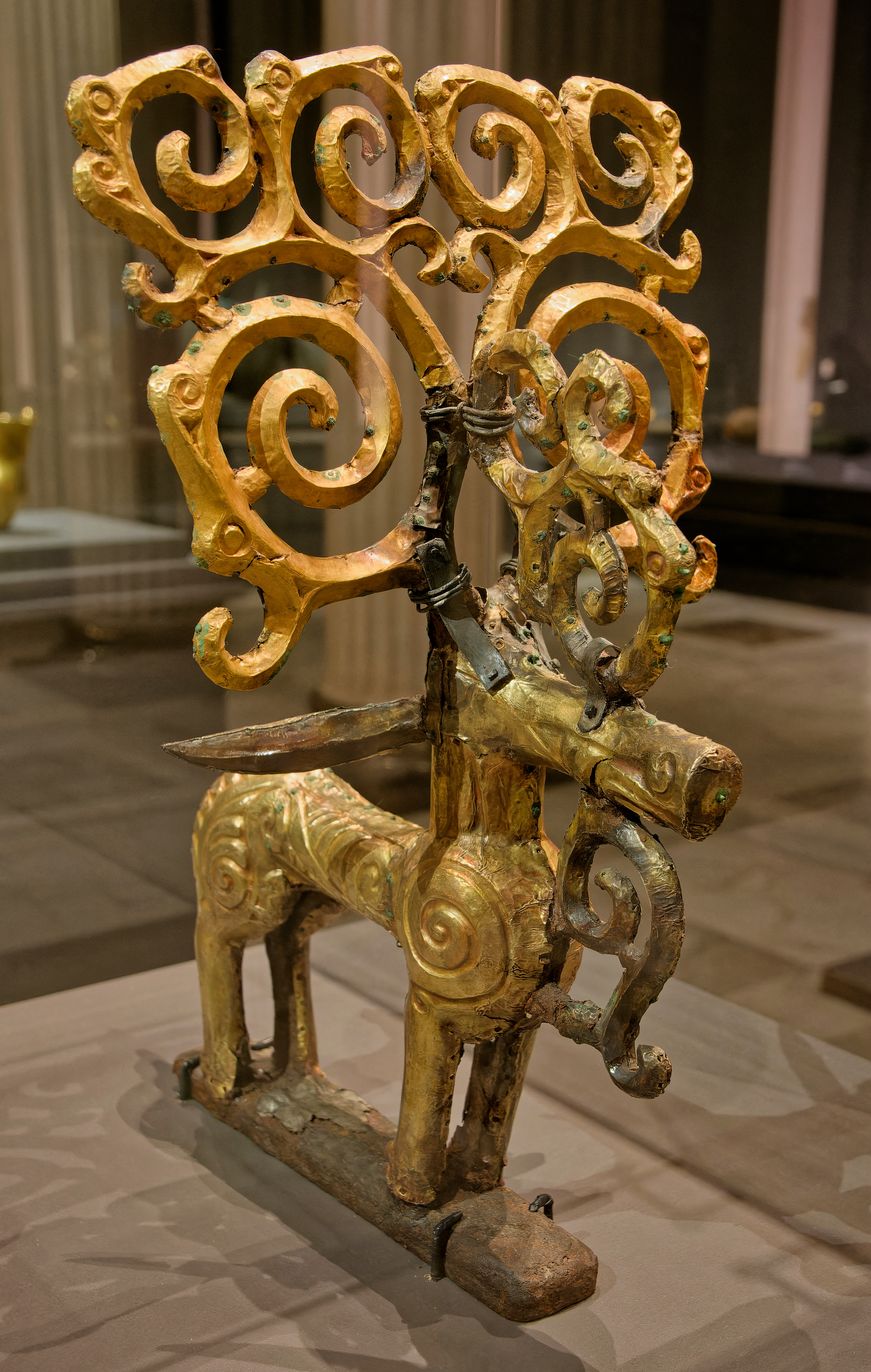
Szarmata aranyszarvas a Filippovka kurgánokból

### Korai történetük
A szauromata és a szarmata népek és kultúrák közötti időbeli egymásutániságot feltételező történészek, így Valerija Kozlovszkaja és Alekszandr Mordvincev orosz tudósok szerint is a szarmaták etnogenezise az i. e. 4–3. században ment végbe, amikor ezek a szkítákkal és a szakákkal rokon, ázsiai vonásokkal rendelkező proto-szarmata nomádok Közép-Ázsia felől az Urál déli előterébe, a szauromaták földjére vonultak. A magyar őstörténet kutatásának újabb eredményei szerint az i. e. 12. századtól a magyarok már lovasnomád népként éltek az Uráltól délre elterülő sztyeppén.
A szarmata nevet ettől fogva a keveredéssel létrejött új népre kezdték alkalmazni, mely népnek a csoportjai közé tartoztak az aorszok, roxolánok, alánok, és a jazigok is. A szauromata és a szarmata periódus közötti átmenetre vonatkozóan tipikusnak tekintik a Filippovka kurgánok gazdag leleteit.

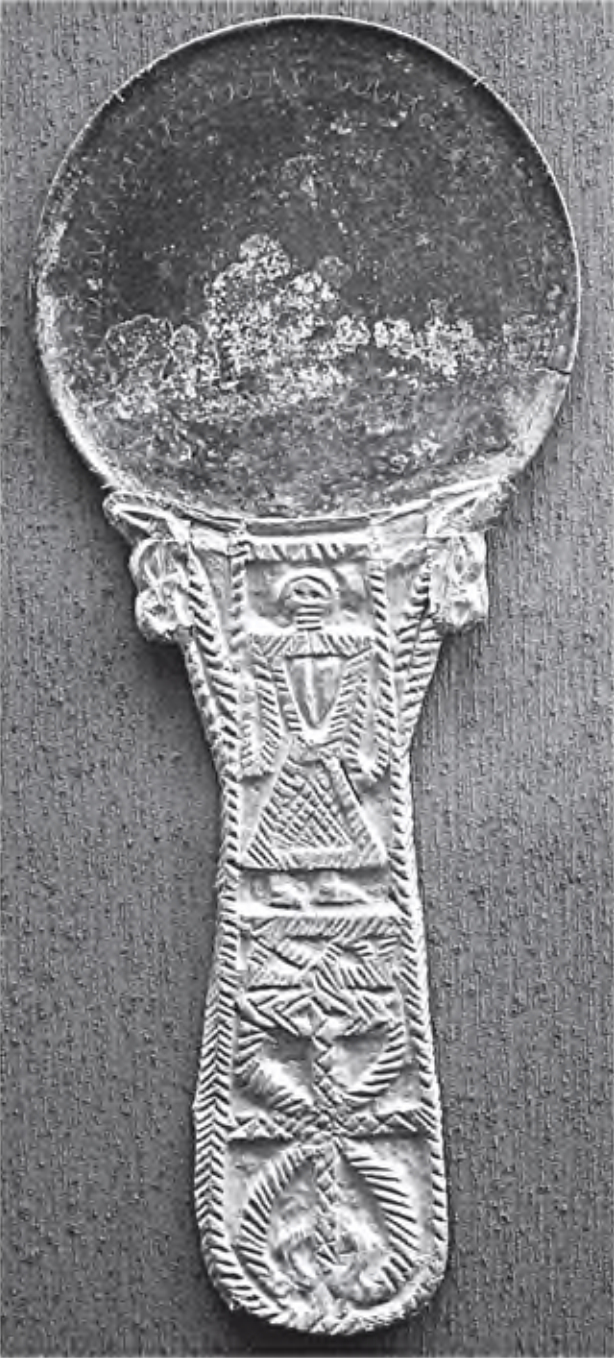
Arany tükör, Majerovszkij III kurgán, Nyikolajevszkij körzet, Volgográd régió), 2nd-1st centuries BCE.

Az i. e. 4–3. századok során a szarmaták fő szállásterületei a Kaukázustól északra, a Don alsó folyásánál, valamint a mai Kalmükföld és Kubán régiójában voltak.
A szauromata temetőktől eltérően a kora szarmata kori sírmezőket a rítus sokszínűsége jellemzi. Gyakoriak a fegyveres temetkezések (gyakran a hosszú- és rövidkard ugyanabban a sírban, tegezek bronz-, majd vashegyű nyilakkal, lándzsák, sisakok, páncélok). Előfordul továbbá a sírokban a lószerszám, benne díszes falerákkal. Helyeztek a sírokba tükröket, állat-motívumú kanalakat. A korábbiakhoz hasonlóan kimutatható a tűzkultusz. Megjelennek a fekete-tengeri antik városokból származó importtárgyak, de ilyenek a meótoktól érkező edények is.
A Dontól a további vándorlás délnyugati irányba tartott. A Boszporoszi Királyság területét a Kubán vidékén az i. e. 4. század második felében érte el a szarmata vándorlás. Ebben az időben a szirákok lehettek a szarmata törzsszövetség egyik legnagyobb törzse. Jelenlétüket a Kubán vidékén régészeti leletek támasztják alá. Az
ő hódításukra utalnak a Kubán jobb partján az i. e. 4. század elején megerődített települések maradványai is.
Az i. e. 4—3. század fordulójáról közel 20 szarmata temetkezés ismeretes. Korábbi kurgánokba beásott sírjaik 30,9%-ában fegyvert is találtak. A Tamany-félsziget görög városainak temetőiben megjelenő leletek a szarmata jelenlétet igazolják.
A Kubán vidékén a szarmata vándorlást megelőző időszakban a szarmatáktól alapvetően eltérő életmódú, földművelő meótok éltek. Vezető rétegük a szirák hódítás hatására eltűnt. Ugyanakkor a meótok tovább kereskedtek a Boszporoszi Királysággal. A meót sírokban is kimutatható a „szarmatizálódás”. Egyúttal megkezdődött a szarmaták fokozatos letelepedése.

### Győzelem a szkíták felett
Az i. e. 4. század végén, Ateasz királyuk idején a szkíták, aki addig uralták a Fekete-tengertől északra elterülő sztyeppét, súlyos vereségeket szenvedtek II. Philipposz makedón királytól illetve Lüszimakhosz makedón hadvezértől i. e. 339-ben és i. e. 313-ban. Hasonlóan katonai kudarcokat vallottak a Boszporoszi Királyság polgárháborújába történő beavatkozásukkor a trák gétákkal és a kelta basztarnákkal szemben. Ugyanakkor Közép-Ázsiában a Nagy Sándor hódításai nyomán alakult Szeleukida Birodalom támadni kezdte a szakákat és dahákat, akik viszont, ennek következtében is, nyomást helyeztek a tőlük nyugatra élő szarmatákra. A szarmaták pedig a szkíták hanyatlását kihasználva nyugat felé mozdultak el, egy részük pedig az Észak-Kaukázusba vonult.
A nyugati irányú szarmata migráció első hullámát az i. e. 2. század során a „királyi szarmaták” vagy saioi (a szkíta-szarmata *xšaya, azaz „király” jelentésű szóból), valamint a jazigok alkották, ők telepedtek le kezdetben a Don és a Dnyeper folyók között, majd a roxolánok követték őket.
A szarmaták meghódították a szkíták addigi területeit, és beolvasztották őket. A szarmaták lettek a Földközi-tengertől északra elterülő sztyeppék urai. Az első szarmata sírok a környéken az i. e. 2. századból származnak. A szűkebb értelemben vett szkíták visszaszorultak a Krím és Dobrudzsa területére. Korabeli források szerint a krími szkíták egy időben Amage szarmata királynő vazallusai voltak. A szarmaták adóztatták a tengerpati görög városok egy részét, íhy Olbiát is. Az egyik szarmata király, Gatalos, neve szerepel az I. Pharnakész pontoszi király által az ellenségeivel kötött békeszerződésben.
Két másik szarmata törzs, a szirákok és az aorszok a Kaszpi-tengertől keletre fekvő közép-ázsiai területekről nyugatra vonulva átkeltek a Volgán és behatoltak a Kaukázus előterébe. Növekvő hatalmuk nyomására a nyugati szarmata törzsek tovább mozdultak nyugat felé. Később a szirákok és az aorszok teljesen szétzúzták a királyi szarmaták és a jazigok hatalmát.
Az i. e. 2—1. században élték a szarmata törzsek a virágkorukat az eurázsiai sztyeppén, ekkor foglalták el a legnagyobb területet, a Kaszpi-tengertől a Közép-Duna vidékéig. Az aorszok központi szerepet játszanak a selyemút ellenőrzésében is.
A Fekete-tenger északi partvidékéről a 2000-es évekre már több ezer szarmata sírt tártak fel. Ez lehetővé tette a leletanyag kronológiai szétválasztását, a leletek értékelését. Az i. e. 2. századra és az időszámítás kezdetére keltezett leletanyag sok mindenben eltér a keletebbi anyagoktól. Jellemzőek a korábbi kurgánokba másodlagosan beleásott sírok, az észak-déli tájolás, a középső La Tène fibulák, a késő hellenisztikus import kerámia.

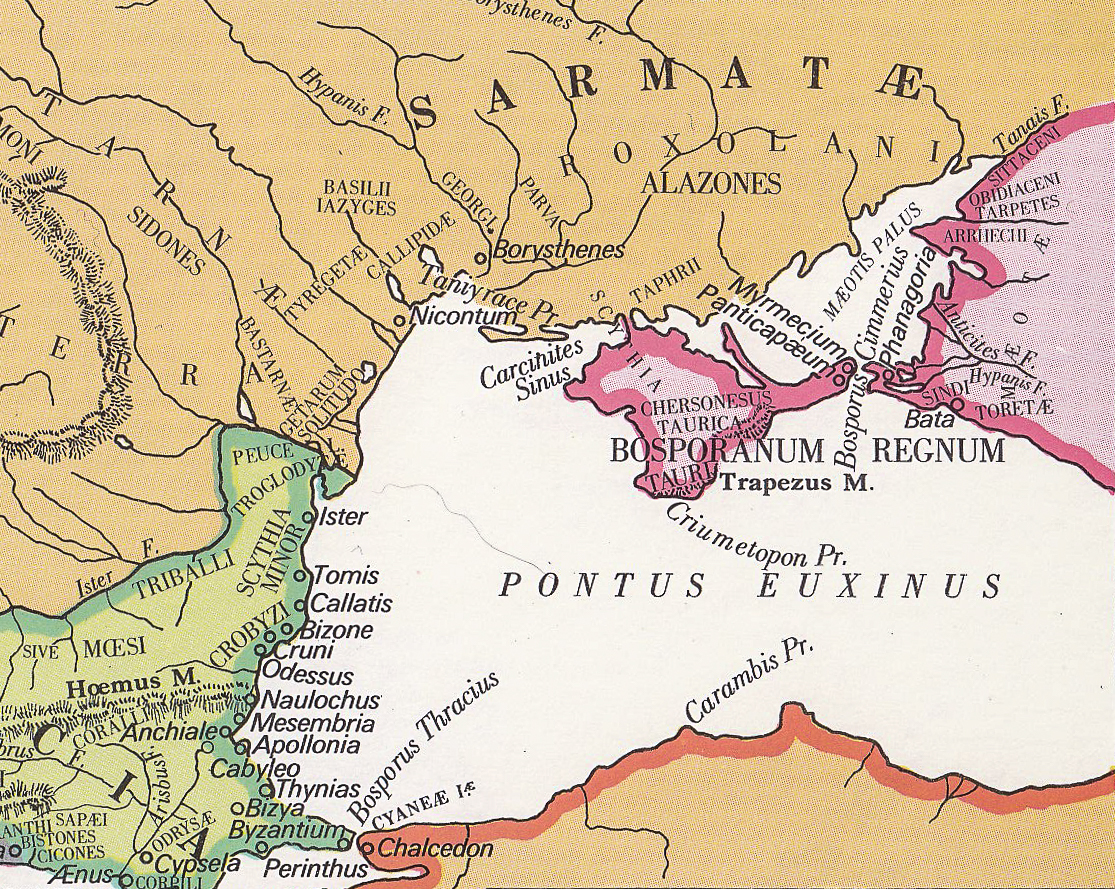
A szarmaták földje Sztrabón alapján az időszámítás kezdete körül

Az i. e. 1. században Sztrabón a szirákok szomszédságába helyezve a szarmata aorszokat, felhívta a figyelmet hatalmukra, nagy erejükre. A szarmaták hegemóniája a Fekete-tengertől északra elterülő sztyeppén az i. e. 1. század végéig tartott. Szövetségre léptek a szkítákkal VI. Mithridatész pontoszi király ellenében, majd az utóbbival együtt lépek fel a terjeszkedő Római Birodalommal szemben. Az i. sz. 1. század derekára a szarmaták törzsei, a jazigok és a roxolánok elérték a Kárpát medencét, és letelepedtek a Tisza völgyében.
Boirebisztasz dák királyságának felemelkedése az i. e. 1. században egy időre leállította a szarmata előretörést, a király halála után azonban állama szétesett és a szarmata előrenyomulás folytatódott. Lucius Tarius Rufus és Gnaeus Cornelius Lentulus Augur római hadvezérek verték vissza a Trákia és Makedónia római provinciák elleni támadásaikat az időszámitásunk kezdete előtti évtizedekben.
Az i. sz. 1. században a Volga–Don vidék sztyeppéin nagy változások következtek be. Az új régészeti anyag egyik legfőbb jellegzetessége az úgynevezett szarmata polichróm állatstílus, a tamgák, az állatfüles bronzüstök, a diadémok. A 21. század elején a kutatók ezt a stílust közép-szarmata néven (régebben használt megjelöléssel: szuszli kultúra) azonosítják. A leletek erős közép-ázsiai kapcsolatokat mutatnak. Az ezredforduló körül az orosz kutatás összefüggésbe hozta ennek az új lelethorizontnak a kialakulását az alánok vándorlásával.

### A szarmaták és a görög–római világ
I. e. 16-ban Lucius Tarius Rufus római hadvezér már Makedóniában hadakozott a betörő szarmatákkal. 
10–11-ben Gneius Cornelius Lentulus, Pannónia legátusa magának Augustusnak a megbízásából harcolt a dákokkal és a szarmatákkal. Augustus meg is emlékezett feliratában (Res gestae divi Augusti 30–31.) a
dákokról, valamint a szarmatákról: „A mi barátságunkat keresték követeik útján a bastarnák és a skythák, valamint a Tanaison innen és túl élő sarmaták királyai…"
Az i. sz. 8–18 közt száműzetésében Tomi) élő Ovidius szerint az egyik legerősebb törzs ezen a vidéken ekkoriban már a (a géták mellett) a szarmatáké volt. Feljegyezte, hogy a szarmaták gyakran átkeltek jószágaikkal és szekereikkel a befagyott Dunán.
Az i. sz. 1. században a szirákok és az aorszok, akik ellenségeskedtek, egymással szemben vettek részt a Róma és a Boszporoszi Királyság közötti háborúban. A szirákok Zorsines királyuk vezetésével III. Mithridatész boszporoszi király mellett harcoltak féltestvére, I. Kotüsz ellen, akit a rómaiak és az aorszok támogattak. Mithridatész veresége után a szirákokat is elűzték. 
Az 1. század derekán, 50. és 60 között megjelentek az alánok a Kaukázus előterében, magukba olvasztották az aorszok egy részét, a többieket a jazigokkal és roxolánokkal együtt nyugatra szorították. Ebben az időszakban két szarmata uralkodó, Pharzoios és Inismeōs is pénzt veretett a nevével Olbia városában.
A század közepére a roxolánok már átlépték a Dnyesztert és megjelentek Moesia határán, ahol 67-68-ban összecsaptak a rómaiakkal. idézi 
A szarmaták neve utóbb átszállott az általuk lakott területekre is (Sarmatia Europaea illetve Asiatica).

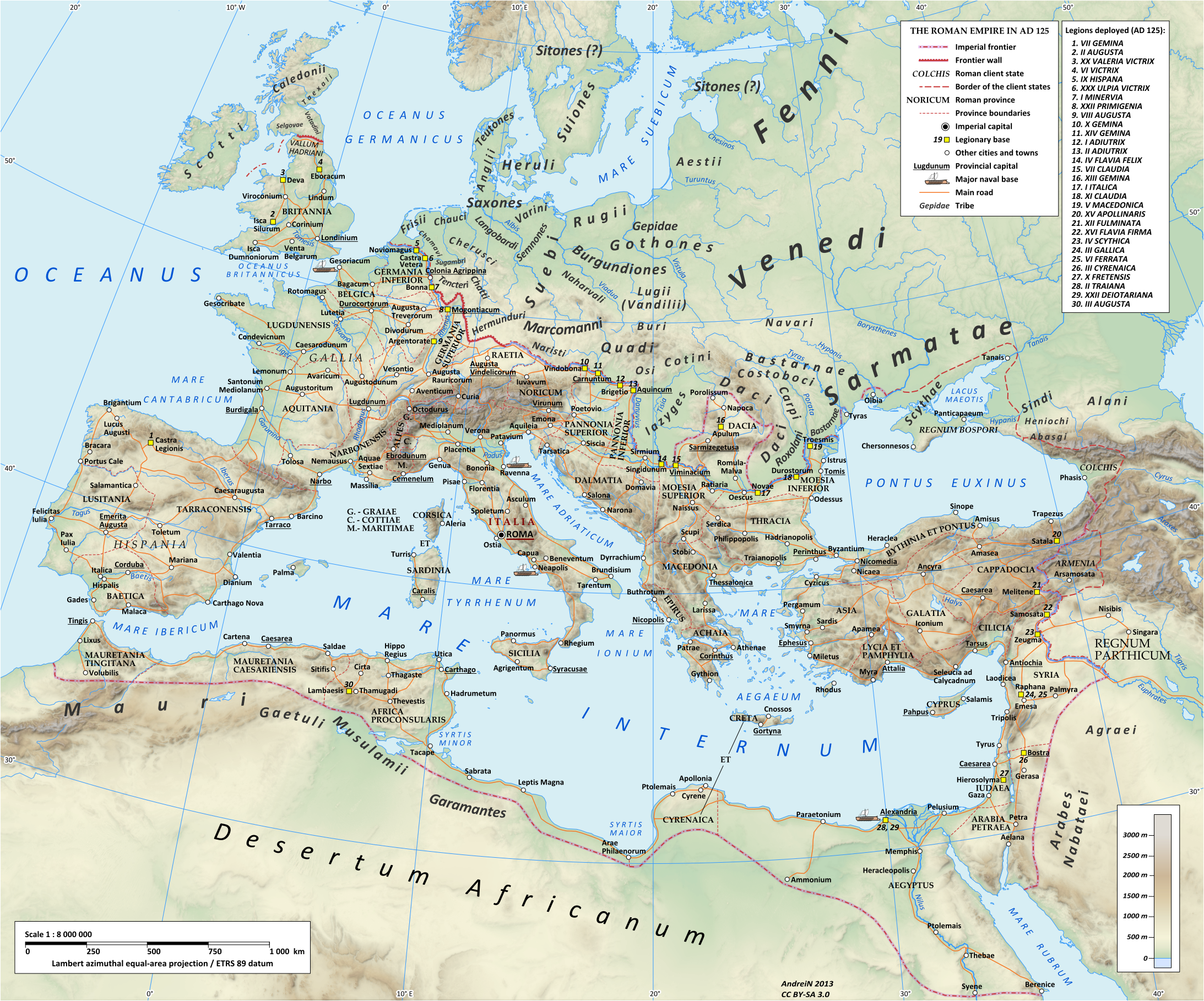
A Római Birodalom térképe a 2. század első felében, a szarmatákkal a sztyeppén és a Kárpát-medencében

### A késői szarmata időszak
Az 1. század közepe táján a Közép-Ázsiában lezajló politikai változások, főleg a Kusán Birodalom felemelkedése hatására, a korábban, az i. e. 2. században az Ural–Volga vidéki sztyeppéról érkező népek (aorszok) és a helyi iráni (szakák–masszagéták) lakosság összeolvadásából kiformálódó új csoportok nyugati irányban kezdtek vándorolni. A Közép-Ázsiából az Alsó-Volga vidék irányába elmozduló vándorlás az ottani korábbi lakosságot áttolta a Volgán.
A 3. század közepe táján újra jelentős változások kezdődtek a Volga vidékén. Tömeges átvándorlás indult a Fekete-tenger északi partvidékére. Elpusztult Tanaisz (244–247), lerombolták a Kubán folyó jobb parti erődített telepeit. Az egész sztyeppe ismét mozgásba lendült, de ennek pontos okai még erősen vitatottak. A kialakuló Csernyahov-kultúra egyik legfőbb etnikai összetevőjét minden bizonnyal a szarmaták adták.

### Utóélet
A 3. századra a germán népek (elsősorban a gótok) északról dél felé vándorlásuk során megközelítették a Fekete-tengertől északra elterülő sztyeppéket. Kimozdították addigi településeikről a Duna bal parti kárpokat, a dákok rokonait, akik ennek hatására keményen támadták a havasalföldi roxolánokat. A gótok támadása elől már nem csak nyugatra mozdultak el szarmata csoportok, hanem keletre is.
A gótok, majd a hunok a 2–5. századokban átvették a szarmatáktól az uralmat a kelet-európai síkságon. A szarmaták/alánok élete a sztyeppén azonban ezzel nem zárult le. A Don-vidéki szaltovói műveltség a 8. század második harmadától virágzott, és fő etnikai komponensei között voltak a szarmaták utódai. Az alánok utódai a mai oszétok. Bizonyos, hogy a szaka-masszageták, illetve alánok Közép-Ázsiában meghatározó komponensét alkották jónéhány ma is létező népnek: a karakalpakoknak, üzbégeknek, türkméneknek és a tádzsikoknak. 
A sztyeppei iráni népek hőseposza a Nart eposz volt.

## Szarmaták a Kárpát-medencében
A szarmaták első hulláma az i. sz. 1. században, még Traianus dákok elleni háborúi előtt érte el a Kárpát-medencét. Tacitus és Plinius is konkrétan utal arra, hogy a szarmata jazigok i. sz. 50 előtt már a Kárpát medencében tartózkodtak.
91-92 táján a szarmaták a szvébekkel szövetségben megtámadták Pannóniát is. Az összecsapások súlyosak voltak: a szarmaták egy teljes légiót (XXI Rapax) megsemmisítettek a vezérükkel együtt.
A kárpát-medencei szarmaták, a jazigok az Al-Duna mentén tartottak kapcsolatot rokonaikkal, az Aluta (Olt) folyó képezte a határukat a roxolánokkal. Decebal dák állama azonban kiterjesztette hatalmát az Havasalföldre, így megszakította ezt az összeköttetést. A jazigok ezért Róma oldalára álltak a dák–római háborúk következő szakaszában, 105–106 folyamán.
Az i. sz. 150 körül készült ptolemaioszi világtérkép a jazigok szállásterületén a Danubius (Duna) és a Tibiscus (Temes) folyók között nyolc „várost” jelöl, ami arra utal, hogy a jazigok már letelepült életmódot folytattak. A régészet is bizonyította, hogy erre az időszakra már kialakult a szarmaták meglehetősen sűrű településhálózata a Nagyalföldön. A leletekben az importtárgyak elterjedése alapján kirajzolódnak a fő kereskedelmi utak is. A békés fejlődésnek azonban véget vetett a markomannok és a szarmaták háborúja Róma ellen.
A 160-as évek elején a rómaiak a Pártus Birodalom elleni háborúra készülve a pannóniai katonaság egy részét is átcsoportosították. Ezt használták ki a dunai germánok a Pannonia és Dacia provinciák elleni támadásokra. A germánokhoz csatlakoztak a szarmaták is, akik aztán a fő erőket adták. Pannoniát és Daciát egyaránt érzékeny veszteségek érték. Marcus Aurelius római császár ezért elhatározta a szarmaták teljes kiirtását: a római Marcus Aurelius-oszlop egyik jelenete valóban azt ábrázolja, ahogyan a szarmata asszonyokat öldösik. A császár új provinciát is tervezett az Alföldön Sarmatia néven, ahova békésebb jövevényeket telepített volna, ebben azonban halála megakadályozta. A jazigok és kvádok feletti végső római győzelem 188-ra keltezhető.
A háborúkat lezáró egyik szerződés engedélyezte a jazigok kapcsolattartását az al-dunai roxolánokkal Dacia provincia területén keresztül. Az al-dunai folyosón új szarmata csoportok is érkeztek az Alföldre. Párducz Mihály régész mutatta ki először a hozzájuk kötődő tárgyakat, amik erős párhuzamokat mutatnak a Meótisz környékén feltárt leletekkel. Ez a csoport elsősorban az Alföld északi részén, a későbbi Csörsz árka mentén telepedett meg.
Az új szarmata csoportok valószínűleg az alánok törzsszövetségéből érkeztek. Lovasságuk nagy, nehéz kétélű kardokkal, lándzsákkal volt felszerelve. Ilyen fegyverzete lehetett annak a 8000 lovasnak is, akiket a 175. évi békekötés alkalmával a szarmaták Marcus Aurelius császárnak szolgáltattak ki, és akik jelentős hányadát aztán Britanniába telepítették. Ők többségükben catafractariusok lehettek, vagyis pikkelypáncélos lovasok. Egyes megalapozott feltételezések szerint ők lettek
Artúr király lovagjainak elődei, s jelentős szerepet játszhattak az európai lovagi kultúra kialakításában.
Az új szarmata csoport bevándorlása terjeszkedéssel járt együtt az Alföldön. A Felső-Tiszavidéket (az Ártánd–Derecske vonalától északra) is megszállták a 2. század végén, és itt találkoztak szembe az északkelet felől előrenyomuló vandálokkal, a Przeworsk-kultúra hordozóival. A régészeti leletek szerint gyorsan megindult a két népcsoport összeolvadása is, akárcsak a kvád–szarmata határzónában. A szarmaták terjeszkedése figyelhető meg Dacia keleti peremén, a Körösök vidékén éppen úgy, mint a Bánátban is.
A második század végén lezárult rómaiak ellen háborúk után viszonylag békés időszak következett, de a harmadik század derekán újrakezdődött a szarmaták és a velük szövetséges kvádok támadása Pannónia ellen. Dacia is reménytelen helyzetbe került, Aurelianus római császár kénytelen volt kiüríteni ezt a provinciát 271-ben.
Ezután tömeges bevándorlás indult meg az Alföldre. A nagyszámú új szarmata lakosság nyomai szinte minden alföldi ásatáson nagy mennyiségben megtalálhatók. A szarmata–római viszony a térség hatalmi politikájának legfontosabb része lett. A tetrarchiák idejében összesen hét nagy császári expedíciót kellett indítani a szarmaták ellen.
322-ben a szarmaták Rausimodus nevű királyukkal az élen Camponánál (Nagytétény) törtek be Pannóniába. II. Constantinus római császár ellencsapása során átkelt a Dunán keresztülvonult egész területükön, s magát Rausimodust is megölte.
Valószínűleg ekkoriban épült ki a Csörsz árka, ami megközelítőleg kijelölte a kárpát-medencei szarmaták akkori területének a határát.
332-ben a rómaiak által feladott Dacia új lakói, a nyugati gótok megtámadták az alföldi szarmatákat, akik Constantinus császár segítségét kérték. A római seregek a Bánságban hátba támadták a gótokat. Időközben azonban a szarmatáknál belháború tört ki. A gótoktól megrémült „uralkodó szarmaták" (Arcaragantes) félelmükben felfegyverezték a „szolga szarmatákat" (Limigantes). (Még tudományosan nem eldöntött, hogy a két csoport között csak társadalmi osztálybeli vagy etnikai különbségek is voltak.) Utóbbiak frissen szerzett fegyvereiket „uraik" ellen fordították és elűzték azokat, átvették az uralmat a Bánságban. Az Arcaragantes „félelmükben fejvesztve a távolabb lakó victohalusokhoz menekültek. Úgy gondolták, hogy szerencsétlen helyzetükben inkább engedelmeskednek oltalmazóiknak, mintsem saját szolgáiknak." , idézi )
A szarmata támadások a belháború ellenére sem szűntek meg, később mindkét csoport indított támadásokat a rómaiak ellen. A Birodalom próbálkozott szövetségkötéssel, vérfürdővel, sőt nagyobb csoportok befogadásával is. Maga I. Valentinianus római császár egy tárgyalás során kapott szélütés vagy infarktus következtében hunyt el.
A Birodalom – és így Pannónia – területén mind több barbár, köztük közte szarmata/alán telepedett le. A hunok is előretörtek az Al-Dunánál, a helyzet válságosra fordult. A 370-es években egy gót–alán–hun csoport betelepítésére is sor került. A hunok új veszedelme mellett a régi viszályok jelentősége eltörpült. Az alföldi szarmaták is igyekeztek kihasználni a rómaiak szorult helyzetét, s minél nagyobb zsákmányra szert tenni.
Egy alán csoport a vandálokkal együtt 401-ben Pannonián át elindult nyugatra, ők végül Észak-Afrikába jutva alapították meg az ottani vandál–alán királyságot. A szarmata/alán többség azonban helyben maradva bevárta a hun hódítást. A régészeti leletek alapján nagy tömegben éltek még az 5. században is az Alföldön. 469-ben a gótok ellen szövetkező népek között még ott voltak a szarmaták is, két királyuk – Beuka és Babai – vezetésével. 516-ban I. Anasztasziosz bizánci császár még viselte a Sarmaticus címet.
A régészeti leletek és az írott források alapján tovább nem követhető nyomon a kárpát-medencei jelenlétük, beolvadtak a népvándorlás újonnan érkező hullámaiba.

## A szarmaták szerepe a magyarok származásában
Az archeogenetika fejlődésével a honfoglaló magyarok eredetének kérdése további vizsgálati lehetőséget kapott. 2022 májusában Török Tibor és Neparáczki Endre archeogenetikusok mintegy harminc társukkal tanulmányt tettek közzé a Current Biology című nemzetközi szaklapban, amelyben a mitokondriális DNS genetikai vizsgálata alapján – korábbi kutatási eredményeiktől eltérően – kimutatták, hogy a honfoglaló magyarok magját képező népesség finnugor származású volt.
48 mintát vettek 19 honfoglaláskori „szállási” temetőből, illetve 65 mintát 9 köznépi temetőből. A genomot, vagyis a minták teljes örökítő információját vizsgálták, majd összevetették 2700 másik archaikus genommal.
A vizsgálat legfontosabb megállapításai a következők voltak:
- A honfoglaló magnépesség genomja a mai népek közül a baskírokhoz, valamint a szibériai és volgai tatárokhoz hasonlít leginkább.
- Ugyanez a genom 50% manysi (finnugor), 35% szarmata (indoiráni) és 15% hsziungnu (ázsiai hun) keveredéseként modellezhető.

Török Tibor (az SZTE Genetikai Tanszék és az Magyarságkutató Intézet Archeogenetikai Kutatóközpontjának munkatársa) 2023 áprilisában Szentendrén egy konferencián így ismertette eredményeiket:

„Kiderült, hogy a manysik többszörösen közelebb állnak a honfoglalókhoz, mint a többi vizsgált nép. […] A manysik ősei lehettek ősei a honfoglalóknak, fordítva viszont ez nem igaz. A nyelvészeti hipotézis tehát ül. A honfoglaló magyarok magnépessége finnugor származású volt. Gyakorlatilag igazoltuk genetikailag a finnugor elméletet.”

– Török Tibor előadása

A genetikai vizsgálatok bizonyítják, hogy a magyarok a honfoglalás előtt az Urál és az Azovi-tenger közötti sztyeppe-erdő övezetben keveredtek az iráni nyelvű korai szarmatákkal, amit a magyar nyelvben található iráni kölcsönszavak is alátámasztanak.

## Fordítás
Ez a szócikk részben vagy egészben  a   Sarmatians című angol Wikipédia-szócikk ezen változatának fordításán alapul.  Az eredeti cikk szerkesztőit annak laptörténete sorolja fel. Ez a jelzés csupán a megfogalmazás eredetét és a szerzői jogokat jelzi, nem szolgál a cikkben szereplő információk forrásmegjelöléseként.